# James Sowerby
James Sowerby (21 de març de 1757 - 25 d'octubre de 1822) fou un naturalista i il·lustrador anglès. Les seves obres més importants foren A Specimen of the Botany of New Holland i English Botany. L'ús que feu dels colors vius i dels texts accessibles provocaren que la seva audiència fos àmplia en l'àmbit de la història natural.

## Biografia
James Sowerby nasqué a Lambeth, Londres, fill de John i Arabella. Volgué dedicar-se a la pintura de flors, i la seva primera obra fou com a il·lustrador de Flora Londinensis, de William Curtis. Sowerby estudià art a la Royal Academy, i fou aprenent de Richard Wright. Casà amb Anne Brettingham de Carle i tingueren tres fills: James De Carle Sowerby (1787-1871), George Brettingham Sowerby I (1788-1854) i Charles Edward Sowerby (1795-1842), l'anomenada família Sowerby de naturalistes. Els seus fills i posteriors descendents contribuïren i continuaren els enormes volums que James Sowerby començà, i el nom Sowerby romangué associat a les il·lustracions de la història natural.
Durant el seu desenvolupament com a il·lustrador de renom, el botànic L'Hértier de Brutelle convidà Sowerby a què confeccionés les làmines per al seu monogràfic Geranologia, i per a altres dues obres. També William Curtis tingué coneixement de Sowerby, mentre desenvolupava un nou tipus de publicació. Els primers volums del primer butlletí britànic sobre botànica, The Botanical Magazine, contenia 70 de les seves obres.
El 1790 començà el primer dels seus projectes col·lossals: una obra en 36 volums sobre la botànica d'Anglaterra que va ser publicat durant els següents 24 anys, que contenia 2592 gravats pintats a mà, i que es conegué com a la botànica de Sowerby. Aquesta obra serví perquè moltes plantes apareguessin per primer cop en una publicació normal, encara que l'autoria provenia del text de James Edward Smith.
Fou precisament la inclusió de la ciència en la forma d'història natural, com els milers d'exemples proporcionats per Smith o per la seva pròpia recerca, que distingí l'art de Sowerby de les anteriors formes de natura morta. Aquesta descripció acurada, dibuixada a partir d'espècimens i recerca, contrastava amb el dibuix de flors del període rococó, que il·luminava els llibres i les galeries d'una audiència selecta. Sowerby intentà arribar a una audiència que tingués curiositat per la jardineria i el món natural, i que es motivés per la publicació d'obres atractives i més assequibles. Aquests gravats pintats a mà també esdevingueren molt valuosos pels investigadors en nous camps de la ciència.
El seu següent projecte fou d'escala similar: Mineral Conchology of Great Britain, un extens catàleg de molts fòssils invertebrats trobats a Anglaterra, que fou publicat durant un període de 34 anys. Les últimes parts d'aquesta obra foren publicades pels seus fills James De Carle Sowerby i George Brettingham Sowerby I.
També desenvolupà una teoria del color i publicà dues obres de referència sobre mineralogia: British Mineralogy (1804-1817) i un suplement, Exotic Mineralogy (1811-1820).

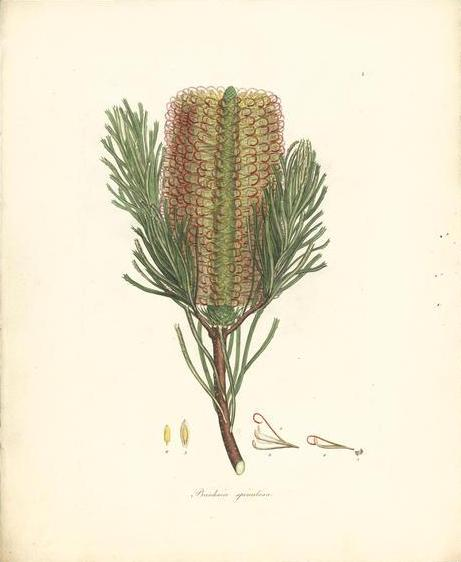
Pintura a mà d'un gravat de Banksia spinulosa a l'obra A Specimen of the Botany of New Holland de Sowerby.

Sowerby conservava els espècimens que utilitzava en els extensos volums que ajudava a realitzar. Molts geòlegs notables, i altres científics de l'època, acostumaven a prestar o donar espècimens a la seva col·lecció. Sowerby tenia la intenció de què els seus
| « | (anglès) some thousands of minerals, many not known elsewhere, a great variety of fossils, most of the plants of English Botany about 500 preserved specimens or models of fungi, quadrupeds, birds, insects, &c. all the natural production of Great Britain | (català) alguns milers de minerals, alguns desconeguts fora d'aquí, una gran varietat de fòssils, la majoria de plantes d'English Botany, prop de 500 espècimens conservats de fongs, quadrúpedes, aus, insectes, etc., tota la producció natural de Gran Bretanya | » |

contribuïssin a la formació d'un museu. Aquesta col·lecció estava exposada en una estança annexa a la part posterior de la seva residència, que també servia per atendre les visites del president de la Royal Society, Joseph Banks, i de Charles Francis Greville, que també contribuïren a aquesta institució informal. Un altre element molt sol·licitat fou el meteorit de Yorkshire, que fou albirat i recollit el 1795, el primer meteorit anglès de què hom té constància.

## Llegat
El besnet de James Sowerby, l'explorador i naturalista Arthur de Carle Sowerby, continuà la tradició familiar, recollint molts espècimens pel Museu Britànic i d'altres museus a Shanghai i a Washington D.C.

## Obra
James Sowerby creà una extensa obra que aparegué a diverses publicacions i butlletins. Algunes de les obres iniciades pel "cap de la família" Sowerby foren completades per les generacions posteriors. Les seves il·lustracions i publicacions tractaren molts dels camps emergents de la ciència. A més de les seves obres sobre botànica, Sowerby desenvolupà extensos volums sobre micologia, conquiliologia, mineralogia i l'influent obra sobre models de color. També escrigué l'opuscle A botanical drawing-book, or an easy introduction to drawing flowers according to nature.
- Florist's luxurians
- Flora Graeca de Sibthrop, 10 volums, 1806-1840
- Flora Londinensis de Curtis
- English Botany, o Coloured Figures of British Plants, with their Essential Characters, Synonyms and Places of Growth, descripcions subministrades per Sir James E. Smith. Aquesta obra fou publicada en 36 volumes, amb 2592 làmines pintades a mà sobre plantes britàniques. També publicà Exotic Botany el 1804.
- L'extensa obra de Smith no incloïa els fongs britànics. Sowerby complementà l'obra English Botany amb el seu propi text i descripcions. Coloured figures of English fungi or mushrooms, 4 volums, publicat entre 1789 i 1791.
- A Specimen of the Botany of New Holland escrit per James Edward Smith i il·lustrat per James Sowerby. Fou una publicació de Sowerby entre 1793 i 1795, i esdevingué la primera monografia sobre la flora australiana. En el seu prefaci, es manifestava la intenció de conjugar l'interès general i la difusió de les espècies vegetals de la nova colònia dels antípodes, a més de contenir una descripció en llatí i botànica de la mostra. Els gravats pintats a mà de Sowerby, basats en esbossos originals i espècimens portats a Anglaterra, eren alhora descriptius i colpidors.
- Mineral Conchology of Great Britain Versió digital Arxivat 2011-07-21 a Wayback Machine.
- British Mineralogy: Coloured figures intended to elucidate the mineralogy of Great Britain (R. Taylor et al., Londres), publicat entre 1802 i 1817.
- Exotic Mineralogy: Coloured Figures of Foreign Minerals, as a Supplement to British Mineralogy[nota 3] (1811), com a continuació de British Mineralogy, amplià l'àmbit d'estudi per incloure espècimens americans. Publicat per subscripció, l'obra s'estengué per dos volums que contenen 27 parts incompletes. Inclou 167 làmines, pintades per Sowerby i la seva família.
- A New Elucidation of Colours, Original Prismatic and Material: Showing Their Concordance in the Three Primitives, Yellow, Red and Blue: and the Means of Producing, Measuring and Mixing Them: with some Observations on the Accuracy of Sir Isaac Newton, Londres 1809. Aquesta obra, en homenatge a Isaac Newton, estableix la importància de les llums i les ombres en la teoria del color. S'hi presenta una teoria del color composta per tres colors bàsics: vermell, groc i blau. El groc fou substituït pel verd en les seves teories del color posteriors.[4]
- Familiar Lessons on Mineralogy and Geology (versió digital), i altres publicacions per John Mawe.[5]